# Splendrillia globosa
Splendrillia globosa é uma espécie de gastrópode do gênero Splendrillia, pertencente a família Drilliidae.